# 저주받은 카메라

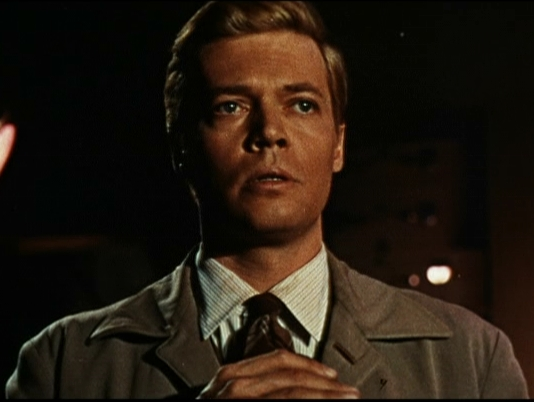
마크 루이스로 등장한 칼하인즈 봄

《저주받은 카메라》(Peeping Tom)는 영국에서 제작된 마이클 포웰 감독의 1960년 호러 스릴러, 범죄 영화이다. 칼하인즈 봄 등이 주연으로 출연하였고 마이클 포웰 등이 제작에 참여하였다.

## 출연

### 주연
- 칼하인즈 봄
- 모이라 시어러
- 안나 마시

### 조연
- 맥신 오드리
- 브렌다 브루스
- 마일즈 맬리슨
- 에스몬드 나이트
- 마틴 밀러
- 바틀렛 멀린스